# Antonio Vallisneri
Antonio Vallisneri, född 3 maj 1661 i Trassilico, död 18 januari 1730 i Padua, var en italiensk läkare och naturforskare. 
Vallisneri var professor i medicin och naturalhistoria i Padua. Han anställde en mängd experiment inom fysiologin, särskilt över förökning och tillväxt; med avseende på djurens förökning bekämpade han tron på så kallad självalstring. Hans viktigaste arbete är Histoire de la generation de l'homme et des animaux (1721). Hans son utgav efter hans död Vallisneris Opere fisico-mediche (tre delar, 1733).